# Anthony Russell
Anthony John Russell (* 25. Januar 1943; † 9. Juli 2025 in Adderbury) war ein britischer anglikanischer Theologe. Er war von 2000 bis 2010 Bischof der Diözese Ely in der Church of England.

## Leben und Karriere
Russell besuchte die Uppingham School, eine koedukative Privatschule, in Uppingham. Anschließend besuchte er das St Chad's College in Durham. Dort erwarb er 1965 einen Bachelor of Arts. Er studierte an der Durham University und am Trinity College Oxford, wo er 1971 einen Doktortitel in Philosophie erhielt. Seine Doktorarbeit beschäftigte sich mit der Professionalisierung des Klerus im 19. Jahrhundert. Er studierte außerdem ab 1965 Theologie am Ripon College in Cuddesdon.
1970 wurde er zum Diakon geweiht, 1971 zum Priester. Er war von 1970 bis 1973 Vikar in der Gruppe der Hilborougher Pfarreien in der Diözese Norwich. Von 1973 bis 1976 war er Pfarrer (Priest-in-charge) von Preston-on-Stour mit Whitchurch und von Atherstone-on-Stour in der Diözese Coventry. Von 1977 bis 1988 war er anschließend Vikar von Preston on Stour mit Whitchurch und von Atherstone. Gleichzeitig war er auch Domherr und Priester an der Coventry Cathedral. Von 1983 bis 1988 war er Hofkaplan von Königin Elisabeth II.
Ab 1988 war er Suffraganbischof in der Diözese Oxford. In dieser Zeit trug er den offiziellen Titel Bischof von Dorchester. 2000 wurde er zum Bischof von Ely ernannt. Mit Wirkung zum 28. Februar 2010 gab er sein Amt auf.
Zwischen 1973 und 1982 war er Kaplan des Arthur Rank Centre und von 1983 bis 1988 dessen Direktor.
Russell veröffentlichte mehrere Bücher, insbesondere über die Rolle der Kirche auf dem Lande. Er war ein führender Sprecher der Kirche in landwirtschaftlichen und ländlichen Angelegenheiten. Er war ein Mitglied der Kommission zur Entwicklung des ländlichen Raums und Beauftragter des Erzbischofs von Canterbury in Fragen von ländlichen Gebieten. Außerdem war Russell Vize-Präsident der Royal Agricultural Society of England. Seit 2003 war er Präsident der Woodard Corporation, einem Zusammenschluss von 44 anglikanischen öffentlichen Schulen und Privatschulen.
Russell war verheiratet und Vater von vier Kindern, zwei Töchtern und zwei Söhnen.

## Mitgliedschaft im House of Lords
Vom 10. Dezember 2007 bis Februar 2010 gehörte Hill als Geistlicher Lord dem House of Lords an. Zu seinen politischen Interessengebieten zählte Russell die Landwirtschaft, Angelegenheiten des ländlichen Raums, die Energiepolitik, das Erziehungswesen und den Denkmalschutz. Seine Antrittsrede hielt er am 10. Januar 2008. Sein Nachfolger im House of Lords wurde Alastair Redfern, der Bischof von Derby.

## Wirken in der Öffentlichkeit
Im Mai 2009 war Russell einer der Bischöfe, die sich zum Tod von Ian Cundy, dem Bischof von Peterborough, zu Wort meldeten. Er würdigte Cundys Wirken innerhalb der Church of England, insbesondere dessen Verdienste in Fragen der Ökumene.
Er empfing im November 2009 Königin Elisabeth II. zum 900-jährigen Bestehen der Diözese von Ely.

## Veröffentlichungen
- 1980: The Clerical Profession
- 1986: The Country Parish
- 1993: The Country Parson